# O Agente Secreto
O Agente Secreto é um filme brasileiro de drama, suspense e thriller político de 2025, escrito e dirigido por Kleber Mendonça Filho. Produzido pela CinemaScópio (Brasil), o filme teve sua estreia mundial no Festival de Cannes em 18 de maio de 2025, onde competiu pela Palma de Ouro. Na ocasião, venceu os prêmios de Interpretação Masculina para Wagner Moura e Melhor Diretor para Kleber Mendonça Filho, além do Prêmio FIPRESCI da competição oficial e o Prix des Cinémas d’Art et Essai, concedido pela Associação Francesa de Cinemas de Arte (AFCAE).
O filme é estrelado por Wagner Moura, Maria Fernanda Cândido, Gabriel Leone, Alice Carvalho, Udo Kier e Thomás Aquino. O longa-metragem estreiará nos cinemas brasileiros em 6 de novembro de 2025, com distribuição da Vitrine Filmes.

## Sinopse
Ambientado no Recife em 1977, durante o período da ditadura militar no Brasil, O Agente Secreto acompanha a trajetória de Marcelo (Wagner Moura), um professor universitário e especialista em tecnologia que retorna à sua cidade natal após anos afastado e fugindo de um passado misterioso e violento em São Paulo, possivelmente ligado a um conflito com um poderoso industrial e a uma patente ou invenção.
Com sua vida em perigo e sob constante ameaça e vigilância, Marcelo busca encontrar um pouco de paz, proteger seu filho pequeno que vive com os avós maternos (o avô é projecionista no icônico Cinema São Luiz), obter informações sobre o status civil de sua falecida mãe trabalhando disfarçado em um cartório, e, eventualmente, deixar o país. Ele encontra refúgio em um "aparelho", uma casa segura com outros dissidentes e figuras marginalizadas, incluindo um casal de angolanos, o líder idoso Euclides, e uma figura maternal chamada Tânia Maria.
Ao tentar se reaproximar da família e do cotidiano, ele percebe que a cidade está sob intensa vigilância e corrupção do regime autoritário, que utiliza avançados recursos tecnológicos para controlar e perseguir opositores. Marcelo acaba envolvido em uma rede de espionagem e conspirações, enfrentando dilemas morais e pessoais enquanto luta para proteger aqueles que ama e desvendar segredos de seu próprio passado e o de sua família.
A narrativa explora temas como repressão política, vigilância estatal, memória, trauma, identidade, o papel da tecnologia no autoritarismo, a manipulação da verdade e a resistência. O filme traça um retrato crítico e sensível da sociedade brasileira durante uma de suas fases mais difíceis, misturando suspense, drama e elementos de thriller, conduzidos pela direção de Kleber Mendonça Filho, que reforça seu estilo de crítica social e política, com toques de folclore local e referências cinematográficas.

## Elenco
- Wagner Moura como Marcelo / Armando
- Carlos Francisco como Seu Alexandre
- Tânia Maria como Dona Sebcomotiana[16]
- Robério Diógenes como Euclides
- Maria Fernanda Cândido como Elza
- Gabriel Leone como Bobbi
- Roney Villela como Augusto
- Hermila Guedes como Claudia
- Isabél Zuaa como Thereza Vitória
- Alice Carvalho como Fátima
- Laura Lufési como Flavia[19]
- Thomás Aquino como Arlindo
- Igor de Araújo como Sergio
- Udo Kier como Hans
- João Vitor Silva como Haroldo

## Produção

### Desenvolvimento e Roteiro
O Agente Secreto nasceu do desejo de Kleber Mendonça Filho de realizar um "exercício histórico", ambientando a trama em 1977, durante o governo de Ernesto Geisel, um período da ditadura militar brasileira que o diretor considera menos explorado no cinema em comparação com os anos de chumbo mais intensos. O roteiro foi escrito por Mendonça Filho ao longo de três anos, num processo descrito por ele como difícil, com longos períodos de improdutividade até que a história "passa a se escrever sozinha". O roteiro finalizado continha 167 páginas.
A inspiração inicial para um elemento da trama veio de uma notícia de um jornal australiano sobre um tubarão encontrado com uma perna humana em seu ventre, que se transformou em uma homenagem a filmes de exploração dentro da narrativa. Outra sequência, envolvendo uma bomba de gasolina, originou-se de um curta-metragem que o diretor nunca chegou a filmar. Mendonça Filho afirmou que busca com seus filmes "suscitar ideias" em vez de "levar uma mensagem", e que desejava fazer um filme sobre os anos 70 com "detalhes do coração", explorando como indivíduos navegam e resistem a um sistema opressor. O abrigo de "refugiados" no filme simboliza um "bunker de afeição".
O processo de seleção do elenco incluiu a jovem atriz mineira Laura Lufési, que interpreta Flavia, após um processo de testes. O filme marca a segunda colaboração de Mendonça Filho com Udo Kier, após Bacurau.

### Financiamento
O Agente Secreto é uma coprodução internacional envolvendo Brasil, França, Holanda e Alemanha. As produtoras principais são a brasileira CinemaScópio Produções, a francesa MK2 Films (também creditada como MK Productions), a holandesa Lemming Film e a alemã One Two Films. Arte France Cinéma (França), Black Rabbit Media, Itapoan e a distribuidora brasileira Vitrine Filmes também participam como coprodutoras.
O filme recebeu apoio financeiro de diversas instituições:
- Brasil: Fundo Setorial do Audiovisual (FSA), gerido pela Ancine, através da Lei do Audiovisual.[21][22]
- França: Centre national du cinéma et de l'image animée (CNC), através do programa "Aide aux cinémas du monde avant réalisation" (Ajuda aos cinemas do mundo antes da realização) e "Aide à l'édition en vidéo physique" (Ajuda para edição em vídeo físico).[23]
- Holanda: Netherlands Film Fund, através do Film Production Incentive em 2024.[4] Leontine Petit da Lemming Film e Fred Burle são coprodutores associados à Holanda. Dora Amorim atuou como produtora executiva. Todos possuem ligações com programas de desenvolvimento audiovisual europeus como EAVE (European Audiovisual Entrepreneurs) e PUENTES.[4]
- Alemanha: Recebeu €150.000 do Medienboard Berlin-Brandenburg e €60.000 do FFA (German Federal Film Fund).[3]

### Filmagens
As filmagens de O Agente Secreto ocorreram ao longo de dez semanas, entre junho e agosto de 2024, com locações nas cidades de Recife, Pernambuco, e São Paulo.
Mendonça Filho buscou recriar suas memórias afetivas de Recife em 1977, focando em detalhes como decoração, objetos, carros, jornais e telegramas para construir uma "maquiagem bem-feita do passado" que ainda ressoasse com o presente. A abordagem não visava uma reconstituição exata de incidentes da ditadura, mas sim criar uma "atmosfera tensa, densa e cheia de texturas" e um "clima sufocante" que dialogasse com questões contemporâneas. Locais icônicos de Recife, como a Praça do Sebo e o Cinema São Luiz, são centrais na narrativa, refletindo o interesse contínuo do diretor por cinemas como espaços de memória e vivência comunal, tema já explorado em seu documentário Retratos Fantasmas.
A direção de fotografia de Evgenia Alexandrova, a direção de arte de Thales Junqueira e o figurino de Rita Azevedo Gomes foram cruciais para estabelecer a estética "vintage" e a atmosfera do filme. Críticos destacaram o uso de lentes anamórficas e dioptrias divididas por Mendonça Filho, elementos estilísticos que contribuem para a linguagem visual do filme.

### Pós-produção
A montagem do filme foi realizada por Matheus Farias e Eduardo Serrano, que trabalharam para dar forma à narrativa complexa e em camadas, com duração final de 158 minutos. A trilha sonora original é de Mateus Alves e Tomaz Alves Souza, que já colaboraram com Mendonça Filho em trabalhos anteriores. Críticas mencionam o uso de clássicos brasileiros na trilha sonora, contribuindo para a imersão na época.

## Temas e Análises
O Agente Secreto é um thriller político que mergulha nas complexidades do Brasil sob a ditadura militar em 1977, explorando uma gama de temas interconectados:
- Ditadura Militar e Autoritarismo: O filme retrata a normalização da violência política, a paranoia generalizada, a corrupção policial e institucional, a perseguição a dissidentes e a manipulação da informação pela imprensa, que frequentemente encobria os crimes do regime.[16][18]
- Memória, História e Esquecimento: Um tema central na obra de Mendonça Filho, o filme investiga o peso do passado, a forma como lugares (como o Cinema São Luiz) e objetos se tornam repositórios de memória, e a luta constante contra o apagamento histórico e pessoal. A necessidade de confrontar traumas coletivos e as "narrativas ultrajantemente removidas do realismo" que podem conter revelações são exploradas.[14][18] Retratos Fantasmas é visto por alguns críticos como uma pesquisa preparatória para a abordagem da memória e dos espaços em O Agente Secreto.[15]
- Vigilância e Espionagem: A sensação de estar constantemente observado, o uso da tecnologia para controle e a natureza fluida da espionagem (onde qualquer um pode ser um agente duplo ou estar sob vigilância) são elementos cruciais do suspense.[14]
- Identidade e Resistência: A busca de Marcelo por sua própria história e a de sua mãe, e a formação de comunidades de resistência (como o "aparelho" onde se refugia) ilustram as diferentes formas de sobreviver, lutar e manter a integridade em um sistema opressor.[1]
- Verdade, Ficção e Folclore: O filme joga com a manipulação da verdade oficial pela ditadura e a coexistência de narrativas míticas e folclóricas (como a lenda da Perna Cabeluda, mencionada por críticos brasileiros[18]) com a dura realidade da repressão. O próprio cinema é apresentado como um construtor de realidades e um espaço de refúgio espiritual.[14]
- Crítica Social e Política: De forma mais ampla, o filme tece um comentário sobre as estruturas de poder, a corrupção endêmica, a desigualdade social e o legado persistente da ditadura no Brasil contemporâneo, dialogando com as tensões políticas atuais.[26][27]

Kleber Mendonça Filho utiliza elementos de cinema de gênero (thriller de espionagem, com toques de horror e fantástico) para abordar essas questões complexas, criando uma obra que é ao mesmo tempo um "thriller político estiloso e vibrante" e uma reflexão profunda sobre a história e a identidade brasileiras. A atmosfera do filme é consistentemente descrita como "densa", "sufocante" e "cheia de texturas", com a cidade do Recife desempenhando um papel crucial, quase como um personagem em si.

## Lançamento
O Agente Secreto teve sua estreia mundial em 18 de maio de 2025, como parte da Seleção Oficial do 78º Festival de Cannes, onde competiu pela Palma de Ouro.
O filme estreiará em 6 de novembro de 2025 nos cinemas brasileiros com distribuição da Vitrine Filmes. Na França, o lançamento está previsto para janeiro de 2026 pela Ad Vitam Distribution. Nos Estados Unidos e Canadá, o filme terá distribuição da Neon. No Reino Unido, Irlanda, Índia e no restante da América Latina (exceto Brasil), o longa possui distribuição da MUBI. A distribuição na Alemanha será feita pela Port au Prince Pictures. Em Portugal, o filme possui distribuição da Nitrato Filmes.

## Recepção

### Crítica Especializada
O Agente Secreto foi aclamado pela crítica especializada após sua estreia em Cannes. No agregador de críticas Rotten Tomatoes, o filme possui uma taxa de aprovação de 100% com base em 34 avaliações, com uma nota média de 8.9/10. No Metacritic, que atribui uma pontuação normalizada de 0 a 100, o filme obteve uma média de 87, baseada em 11 críticas, indicando "aclamação universal".
Carlos Aguilar, do The Playlist, classificou o filme como: "Uma obra-prima imponente, imersa em história e com uma adoração palpável pelo cinema", elogiando a produção de Thales Junqueira e a forma como o filme explora a memória e a verdade. Peter Bradshaw, do britânico The Guardian, deu ao filme 5 de 5 estrelas, descrevendo-o como um "brilhante drama brasileiro sobre um acadêmico em fuga nos anos 1970". A crítica da BBC Culture, baseada em impressões da Sight and Sound, chamou o filme de um "thriller político estiloso e vibrante" que "compensa em excitação pulp o que lhe falta em sutileza", destacando a atuação de Wagner Moura e a atmosfera criada por Mendonça Filho.
Mariana Canhisares, do Omelete, considerou O Agente Secreto um "fantástico thriller" que utiliza o gênero de espionagem para discutir o apagamento de informações e identidades durante a ditadura, elogiando a direção de Kleber Mendonça Filho e as atuações do elenco, especialmente Wagner Moura. A revista francesa Les Cahiers du Cinéma, através de resenhas publicadas por outros veículos que a citam, destacou o filme como um "thriller com toques fantásticos evocando a ditadura militar" e uma "bela e ampla afresco política", embora um crítico a tenha achado "tarabiscotado" em alguns momentos devido a desvios na trama.
As críticas frequentemente elogiam a direção de arte, o figurino, a fotografia e a trilha sonora por sua contribuição na criação da atmosfera e na recriação da época. Alguns críticos mencionaram a longa duração (158 minutos) como um ponto de atenção, mas geralmente justificável pela complexidade da trama e profundidade temática.

### Repercussão Política e Cultural
A premiação do filme em Cannes gerou forte repercussão no Brasil. O presidente Luiz Inácio Lula da Silva parabenizou a equipe em suas redes sociais, afirmando que os "prêmios em Cannes mostram que cinema de nosso País não deve nada para ninguém". O sucesso do filme também foi visto como um impulsionador do cinema brasileiro no cenário internacional e fortaleceu as especulações sobre uma possível indicação ao Oscar de Melhor Filme Internacional em 2026.
Discussões em fóruns online e redes sociais também destacaram a relevância do tema da ditadura militar no contexto político atual do Brasil, com alguns espectadores debatendo a importância de revisitar esse período histórico através do cinema.

## Prêmios e Indicações
| Ano  | Cerimônia                       | Categoria                                                                       | Indicado              | Resultado | Ref.          |
| ---- | ------------------------------- | ------------------------------------------------------------------------------- | --------------------- | --------- | ------------- |
| 2025 | Festival de Cinema de Cannes    | Palma de Ouro                                                                   | Kleber Mendonça Filho | Indicado  | [ 41 ] [ 42 ] |
| 2025 | Festival de Cinema de Cannes    | Prêmio de Interpretação Masculina                                               | Wagner Moura          | Venceu    | [ 43 ]        |
| 2025 | Festival de Cinema de Cannes    | Prêmio de Melhor Diretor                                                        | Kleber Mendonça Filho | Venceu    | [ 44 ]        |
| 2025 | Festival de Cinema de Cannes    | Prêmio FIPRESCI (Competição Oficial)                                            | O Agente Secreto      | Venceu    | [ 9 ]         |
| 2025 | Festival de Cinema de Cannes    | Prix des Cinémas d’Art et Essai (AFCAE)                                         | O Agente Secreto      | Venceu    | [ 45 ] [ 46 ] |
| 2025 | Festival de Cinema de Sydney    | Sydney Film Prize                                                               | O Agente Secreto      | Indicado  | [ 47 ] [ 48 ] |
| 2025 | Festival de Cinema de Jerusalém | Prêmio Nechama Rivlin de Melhor Filme Internacional                             | O Agente Secreto      | Venceu    | [ 49 ]        |
| 2025 | Festival de Cinema de Lima      | Prêmio do Júri de Melhor Filme (Competição Latino-Americana de Ficção)          | O Agente Secreto      | Venceu    | [ 50 ]        |
| 2025 | Festival de Cinema de Lima      | Prêmio do Júri da Crítica Internacional de Melhor Filme                         | O Agente Secreto      | Venceu    | [ 50 ]        |
| 2025 | Festival de Cinema de Lima      | Menção Honrosa APRECI de Melhor Filme na Competição Latino-Americana de Ficção. | O Agente Secreto      | Venceu    | [ 50 ]        |